# Лива Абуль-Фадль аль-Аббас
Лива Абу аль-Фадль аль-Аббас, или бригада аль-Аббас (араб. كتائب العباس‎) — шиитская военизированная группировка, действовавшая на территории Сирии.
Название формирования было взято в честь Аббаса ибн Али. Группировка начала проявлять активность в ответ на осквернение различных святынь, памятников и мест поклонения, совершённых сирийскими повстанцами во время гражданской войны в стране. В дальнейшем сотрудничала с сирийской армией, участвуя в основном в оборонительных, нежели в наступательных действиях. Большинство членов группировки — сирийцы, однако присутствуют бойцы и из других стран, в основном из Ливана, Ирана и Ирака.
Защищала сирийские меньшинства, а также охраняла различные мечети и другие святыни в Дамаске, Алеппо и на некоторых других территориях. По некоторым данным, в мае и июне 2013 года в группировке произошёл раскол в связи с вопросами руководства и финансирования, который привёл к перестрелке. Некоторые иностранные члены аль-Аббас впоследствии сформировали отдельные бригады.